# 大奥 百花繚乱
『大奥 百花繚乱』（おおおく ひゃっかりょうらん）は、2008年11月8日に公開された日本映画。鈴木裕樹主演、エスピーオー制作、監督は山本清史。徳川家光と女中お春との純愛を官能的に描く。
大河ロマンシリーズ三部作の2作目。1作目は『男女逆転 吉原遊廓』、3作目は『大奥 浮絵悲恋』。

## 概要
本作品は将軍家光とお春との純愛と、嫉妬に狂うお珠との三角関係や周辺人物との関係性を描く。
家光最愛のお春は、後に6代将軍徳川家宣の祖母となるお夏の方（順性院）がモデルとなっており、お夏が御末（大奥女中の一番下の身分）出身で湯殿でお手付きになったのと同じように、お春も御末として湯殿で家光に「今宵、わしと床入りしてはくれぬか」と言われ家光のお手付きになり、側室となって家光との子を宿すという話になっている。また、お珠もお玉の方（後の桂昌院）がモデルとなっており、実際にはお夏と犬猿の仲であったようにお珠が嫉妬に狂い、お春を毒殺しようとするシーンがある。
キャストが男1人、女4人と他の大奥の作品と比べて、側近や女官の数が少なかったりとかなり低クオリティなのものではあるが、あえて少ないキャストで構成して時代劇にしては特異のジャンルである男女のラブストーリーをドラマ風に演出出来ている点では良い作品と言える。
当時若手だった家光役の鈴木裕樹は、時代劇とラブストーリーをこの作品で初挑戦した事になる。

## キャスト
お春（御末/お春の方） - 弥香
実在した徳川家光の側室お夏の方（順性院）がモデルである。農民が飢饉や疫病で苦しんでる中、唯一農民出身の彼女は、御末として奥奉公に江戸城を訪れる。桜の木の下で出会った武士（家光）に惚れ、寵愛を一向に受けるようになる。

徳川家光/永松(武士) - 鈴木裕樹
徳川3代将軍。ある日、桜の木の下で出会った美女お春に一目惚れし、一心に寵愛するようになる。

お鈴（御末/御中臈） - 南かおり
お春の同僚で、ある日春日局から「奥に上がらぬか」と声をかけられ御中臈にまで上り詰めるが、彼女も家光の寵愛ばかり受けているお春に嫉妬し、裏切るようになる。

お珠の方 - 滝沢乃南
家光の側室。お玉の方（桂昌院）がモデルである。家光が御末出身のお春ばかり寵愛するので嫉妬し、お鈴と共に毒殺しようとする。

春日局 - 小林かおり
家光の乳母。一日でも早く世継ぎを産ませるように急かす。

## あらすじ
寛永20年、江戸城には将軍以外男子禁制の「裏大奥」と呼ばれる場所があった。お春（弥香）は大奥への入城の途中、奇跡の木と呼ばれる枯れ桜の下で、将軍家光と出会う。その後、お春は家光と運命的な再開を果たし、その明るい振る舞いを見初められるが、側室からは嫉妬をかってしまう。

## 関連作品
- 大奥 浮絵悲恋
- 男女逆転 吉原遊廓